# Płota (rejon fatieżski)
Płota (ros. Плота) – chutor w zachodniej Rosji, w sielsowiecie rusanowskim rejonu fatieżskiego w obwodzie kurskim.

## Geografia
Miejscowość położona jest nad ruczajem Płota (prawy dopływ Rieuta w dorzeczu Swapy), 9.5 km od centrum administracyjnego sielsowietu (Basowka), 10 km na północny zachód od centrum administracyjnego rejonu (Fatież), 55 km na północny zachód od Kurska, 5,5 km od drogi magistralnej (federalnego znaczenia) M2 «Krym» (część trasy europejskiej E105).
W chutorze znajduje się 8 posesji.
Klimat
Miejscowość, jak i cały rejon, znajduje się w strefie klimatu kontynentalnego z łagodnym ciepłym latem i równomiernie rozłożonymi opadami rocznymi (Dfb w klasyfikacji klimatów Köppena).

## Demografia
W 2010 r. chutor zamieszkiwało 17 osób.